# Голубое чудовище
«Голубое чудовище» (итал. Il mostro turchino) — сказочная пьеса (фьяба) итальянского драматурга Карло Гоцци, впервые поставленная в Венеции в 1764 году. Её действие происходит на условном Востоке, но при этом в числе действующих лиц — персонажи итальянской комедии дель арте.
Гоцци локализует действие своей пьесы в Китае. В лесу под Нанкином живёт Дзелу — человек, которого когда-то прокляли и превратили в голубое чудовище. Чтобы вернуть себе человеческий облик, он перекладывает заклятье на проезжавшего через лес нанкинского принца Таэра. Последнему и его возлюбленной, грузинской царевне Дардане, приходится пройти через суровые испытания, но в финале они воссоединяются и обретают счастье.
«Голубое чудовище» стало частью драматургического цикла, над которым Гоцци начал работать в ходе полемики с Карло Гольдони и Пьетро Кьяри, соединяя в нём элементы сказки, бытового реализма и буффонады. Литературоведы констатируют, что «Голубое чудовище» написано в стиле первых фьяб: автор в нём стремится к зрелищности и занимательности. Сюжет пьесы представляет собой очередную вариацию на тему «красавица и чудовище».